# Szárföld
Szárföld là một thị trấn thuộc hạt Győr-Moson-Sopron, Hungary. Thị trấn này có diện tích 17,12 km², dân số năm 2010 là 909 người, mật độ 53 người/km².